# Jüdischer Friedhof (Velké Meziříčí)
Koordinaten: 49° 21′ 20,6″ N, 16° 1′ 0,2″ O

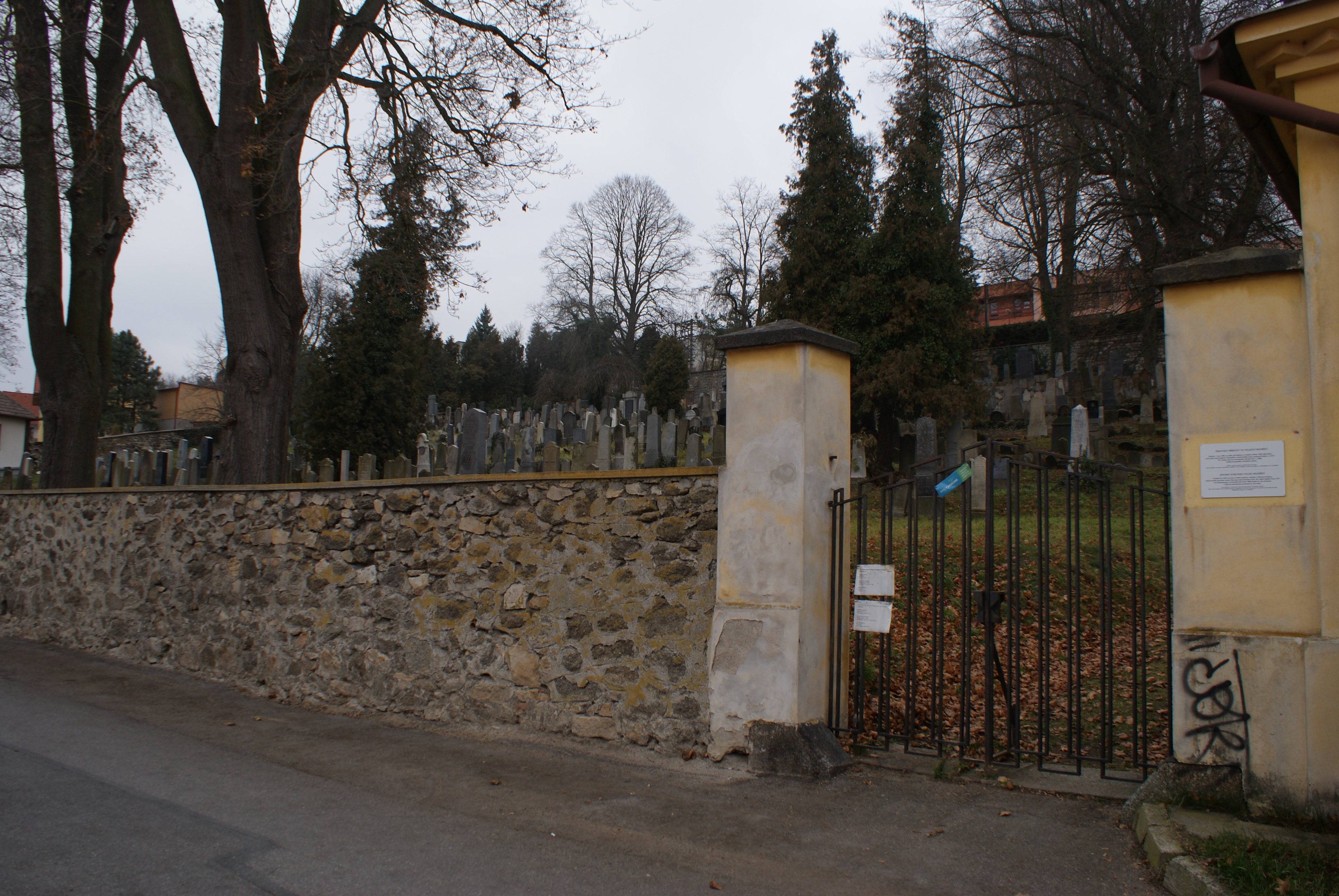
Eingang zum jüdischen Friedhof in Velké Meziříčí

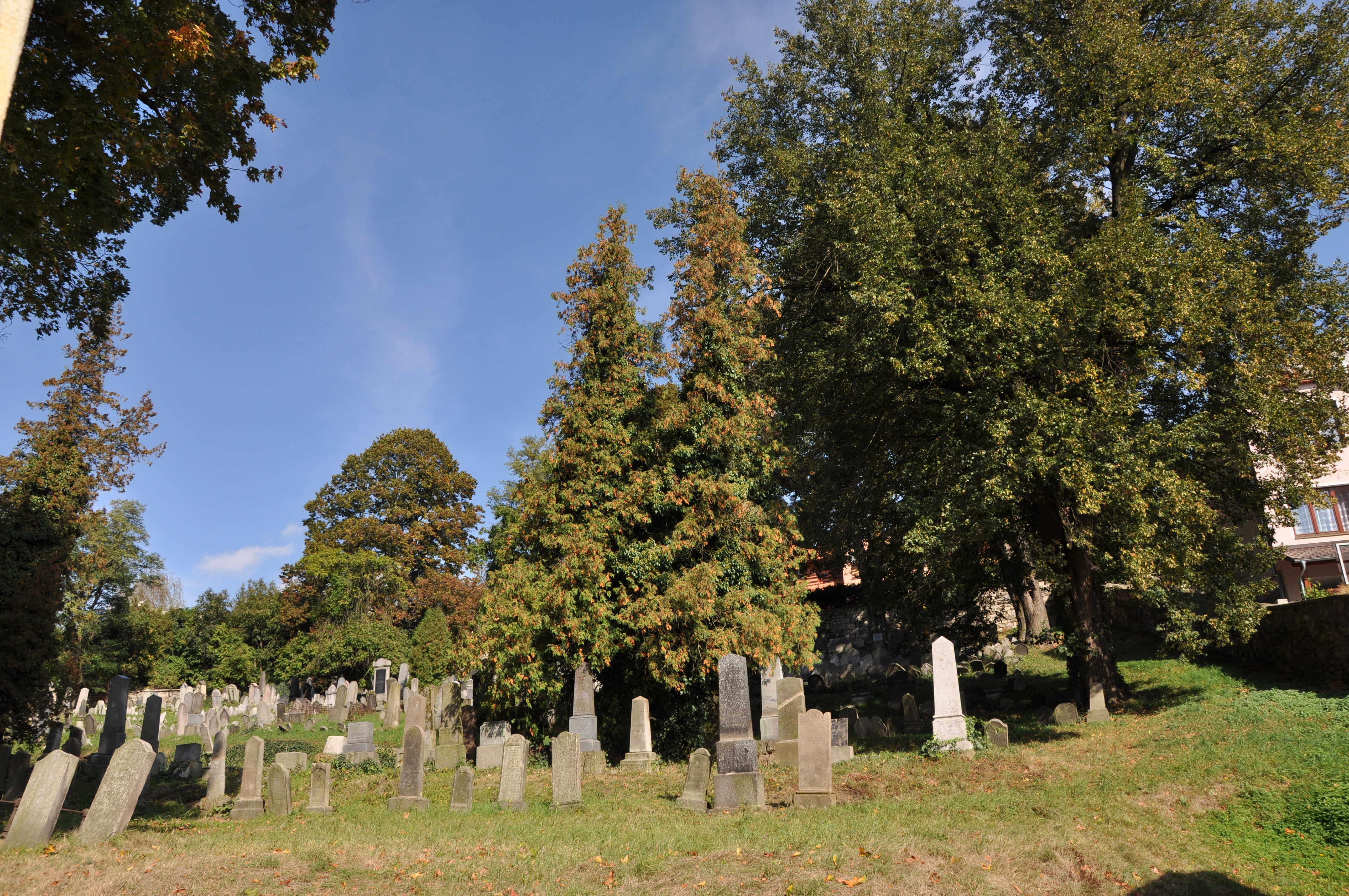
Gräber

Der Jüdische Friedhof in Velké Meziříčí (deutsch Groß Meseritsch), einer Stadt im Okres Žďár nad Sázavou in Tschechien, wurde um 1650 errichtet. Der jüdische Friedhof an einem Hang oberhalb des Flüsschens Oslava ist seit 1988 ein geschütztes Kulturdenkmal.
Die ältesten Grabsteine des jüdischen Friedhofs, die barocke Formen aufweisen, stammen aus der Zeit um 1670.

## Trauerhalle
Siehe: Jüdische Trauerhalle (Velké Meziříčí)